# Follow-me-auto

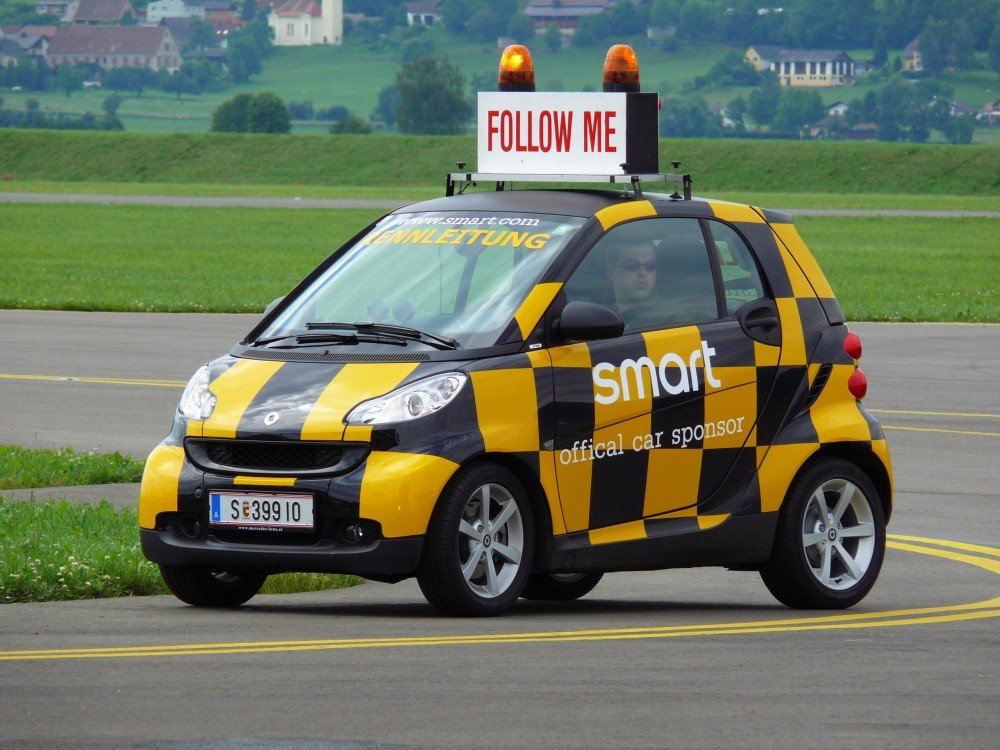
Een follow-me-auto op luchthaven Zeltweg

Een follow-me-auto wordt op luchthavens gebruikt om voor een vliegtuig uit te rijden en de piloot de weg te wijzen naar de startbaan of het platform. Dit kan nodig zijn als de luchthaven voor de piloot onbekend is of als de situatie onlangs gewijzigd is.
Een follow-me-auto is meestal voorzien van een geel of zwart-geel geblokt kleurenschema zodat hij goed opvalt. De auto is tevens voorzien van een merkteken “FOLLOW ME”.
De auto wordt meestal bestuurd door een marshaller, iemand die de taak heeft aanwijzingen te geven bij het parkeren van een vliegtuig. De auto heeft een radio-installatie voor communicatie met de verkeerstoren. 